# Сарвелі Владислав Костянтинович
Владислав Костянтинович Сарвелі (рос. Владисла́в Константи́нович Сарве́ли, нар. 1 жовтня 1997, Великий Камінь, Росія) — російський футболіст, нападник клубу «Сочі».

## Ігрова кар'єра

### Клубна
Владислав Сарвелі народився у місті Великий Камінь, що у Приморському краї. Футболом займатися почав у рідному місті. Після вдалого виступу на турнірі «Шкіряний м'яч» футболіст отримав запрошення у футбольну школу клубу «Океан» з Находки. У віці 14 - ти років Сарвелі перейшов в академію клубу «Чертаново».
У 2014 році Сарвелі дебютував у турнірі ПФЛ. У сезоні 2017/18 він разом з командою став переможцем турніру і наступні два сезони провів у ФНЛ. Влітку 2020 року разом з групою своїх одноклубників Сарвелі перейшов до клубу «Крила Рад». З яким у 2021 році виграв турнір ФНЛ та дістався фіналу Кубка Росії. 25 липня 2021 року Владислав Сарвелі зіграв свою першу гру у РПЛ.
Влітку 2022 року за 2,5 млн євро «Сочі» викупив контракт нападника.

### Збірна
У березні 2022 року Власдав Сарвелі викликався на тренувальні збори національної збірної Росії.

### Досягнення
Крила Рад
- Переможець ФНЛ: 2020/21
- Фіналіст Кубка Росії: 2020/21

Індивідуальні
- Кращий далекосхідний футболіст: 2019[5]

## Приватне життя
Походження прізвища Сарвелі достеменно невідомо. За одними даними воно має італійське коріння, за іншими грузинське.